# Ulica Stefana Batorego w Krakowie
Ulica Stefana Batorego – ulica w Krakowie w dzielnicy I Stare Miasto, na terenie dawnej jurydyki Garbary. Łączy ulicę Łobzowską z ulicą Karmelicką.
Jest ulicą stosunkowo młodą, wprawdzie zaznaczoną na Planie Kołłątajowskim, ale jako droga wśród pól do mieszkającego tu krochmalnika. Wytyczona została w latach 1872–1873, a zabudowana w latach 90. XIX wieku i to tylko po jednej stronie. Drugą stronę zabudowano kilkadziesiąt lat później. Ma charakterze kameralnej alei, obsadzonej drzewami po jednej stronie i prawie całkowicie pozbawiona jest funkcji handlowej.

## Zabudowa

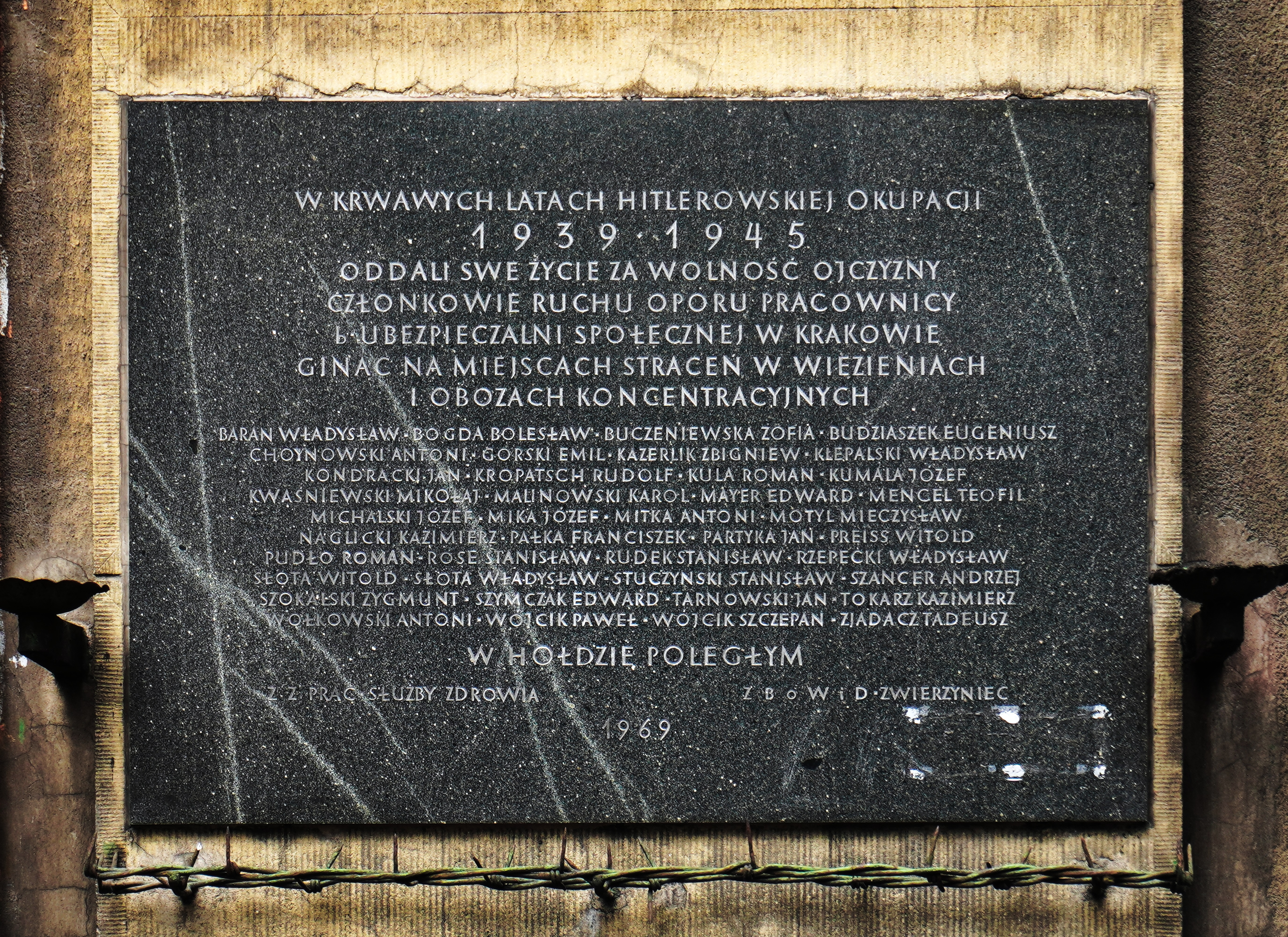
ul. Batorego 3 Tablica upamiętniająca członków ruchu oporu, pracowników Ubezpieczalni Społecznej, pomordowanych w latach okupacji hitlerowskiej
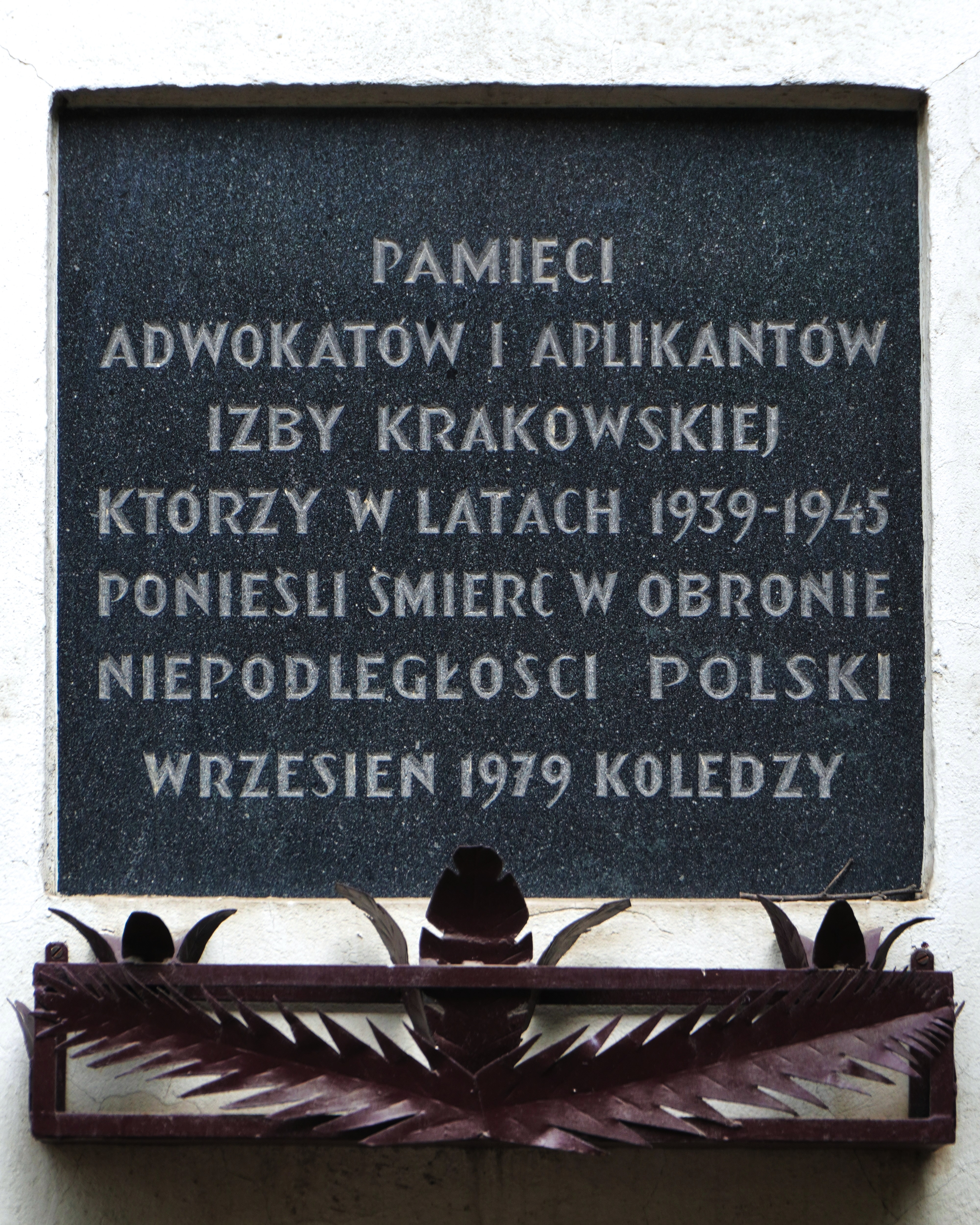
ul. Batorego 17 Tablica upamiętniająca adwokatów i aplikantów Izby Krakowskiej pomordowanych w latach okupacji hitlerowskiej

- ul. Batorego 2 (ul. Łobzowska 18) – kamienica, projektował Kazimierz Zieliński (1910).
- ul. Batorego 4 – kamienica, projektował Kazimierz Zieliński (1910–1911).
- ul. Batorego 4a – kamienica, projektował Józef Chmielewski (1935–1936).
- ul. Batorego 5 – kamienica, projektował Kazimierz Zieliński (1905–1906).
- ul. Batorego 6 – kamienica, projektował Zygmunt Hendel (1892), na II piętrze mieszkał i tworzył pisarz Ignacy Maciejowski, używający pseudonimu Sewer. W jego mieszkaniu spotykali się przy popołudniowej herbacie m.in. Adam Asnyk, Stanisław Wyspiański, Władysław Reymont, Tadeusz Miciński, Włodzimierz Tetmajer, Kazimierz Przerwa-Tetmajer, Jacek Malczewski, Leon Wyczółkowski, Artur Górski. Ten niezwykle gościnny dom, prowadzony przez panią Martę Maciejowską, opiewany był przez Tadeusza Boya-Żeleńskiego w „Znaszli ten kraj?”.
- ul. Batorego 6a – kamienica, projektował Józef Chmielewski (1933–1936).
- ul. Batorego 7 – kamienica, projektował Kazimierz Zieliński (1906–1907).
- ul. Batorego 8 – kamienica, projektował Józef Kwiatowski (1876).
- ul. Batorego 9 (ul. Jana Sobieskiego 2) – kamienica, projektował Alfred Düntuch (1938).
- ul. Batorego 10 – kamienica, projektował Tadeusz Stryjeński, (ok. 1880).
- ul. Batorego 12 – willa „Pod Stańczykiem”, zaprojektowana i zbudowana w latach 1882–1883 przez Tadeusza Stryjeńskiego jako dom własny. Wyróżnia się ona m.in. pięknymi witrażami Stanisława Wyspiańskiego. W ogrodzie-parku znajduje się pawilon-pracownia Tadeusza Stryjeńskiego. Pawilon wraz z ośmioboczną basztą zbudowany został w 1884, a w 1892 krytą galerią połączono go z budynkiem głównym. W latach 1980–1987 przeprowadzono remont willi z pomocą miasta Sanoka i sanockich Zakładów Przemysłu Gumowego „Stomil” i stąd senat UJ podjął uchwałę o nazwie tego budynku: Collegium Sanockie. Obecnie ma tu siedzibę Instytut Pedagogiki UJ.
- ul. Batorego 14 – willa, projektował Tadeusz Stryjeński (1884), mieszkała w niej Maria Waśkowska – cioteczna siostra Stanisława Wyspiańskiego, której poeta składał częste wizyty.
- ul. Batorego 19 – modernistyczna kamienica, projektował Zbigniew Odrzywolski (1925)
- ul. Batorego 20 – kamienica, projektował Tadeusz Stryjeński (1888), dom rodziny Popielów.
- ul. Batorego 21 – kamienica, projektował Aleksander Biborski (1892).
- ul. Batorego 22 – kamienica (1883–1886).
- ul. Batorego 24 – kamienica, projektował Tadeusz Stryjeński (1886), dom rodziny Konopków.

Na rogu z ulicą Karmelicką (ul. Karmelicka 35) znajduje się Kamienica Pod Pająkiem wzniesiona według projektu Teodora Talowskiego w 1889 roku.

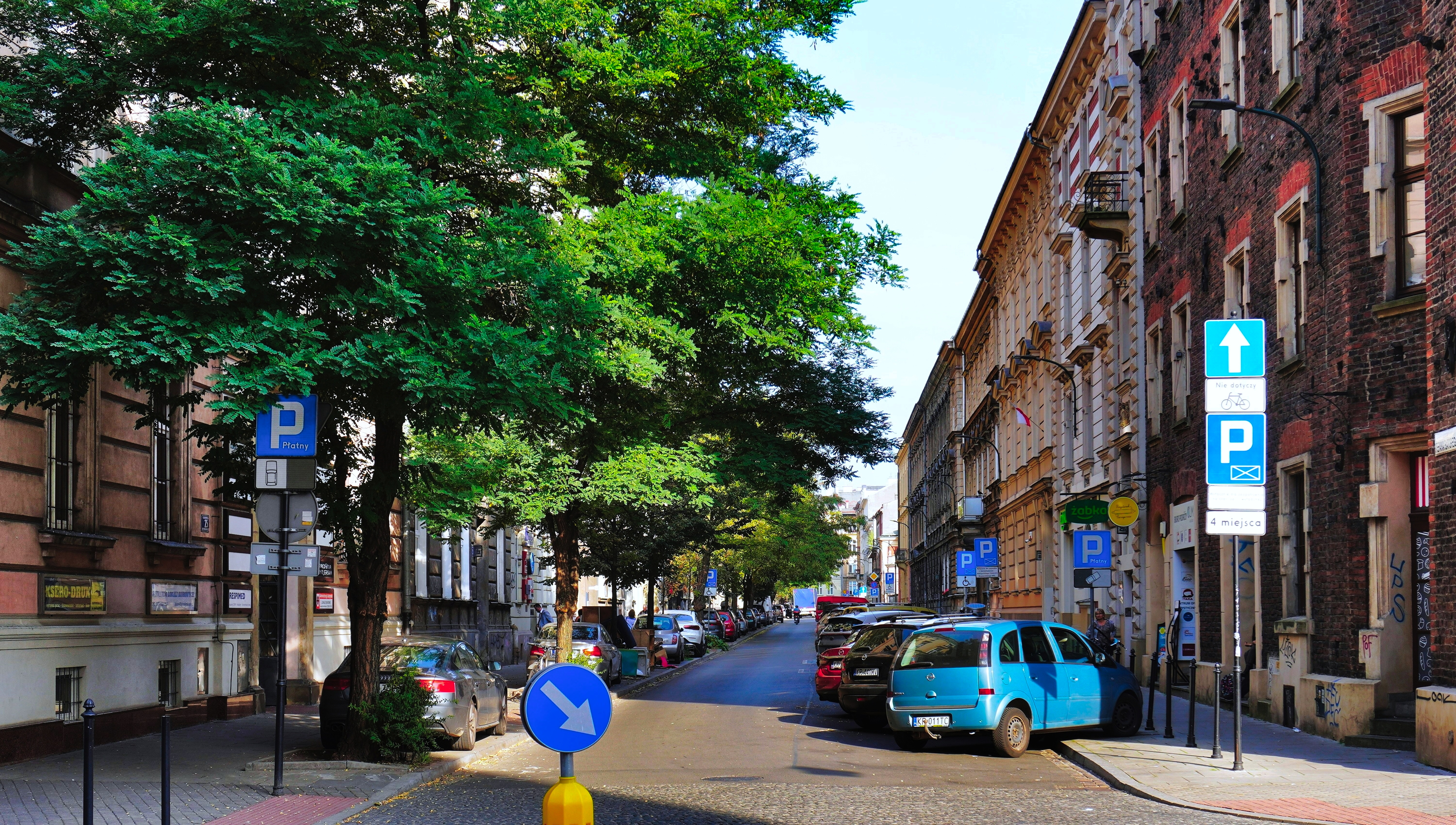
Widok od skrzyżowania z ul. Karmelicką na wschód
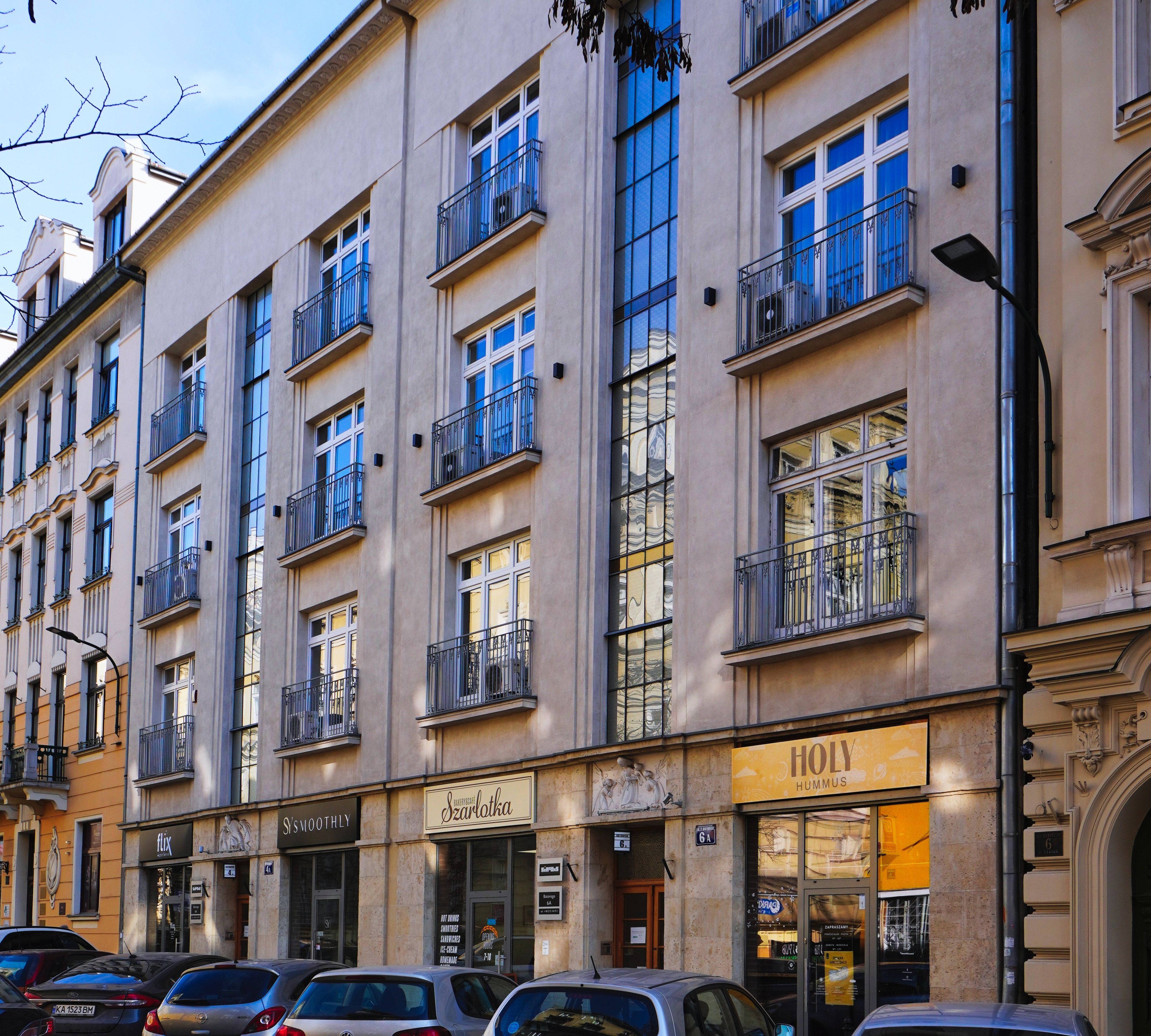
ul. Batorego 4a-6a Kamienica (proj. Józef Chmielewski, 1935–1936)
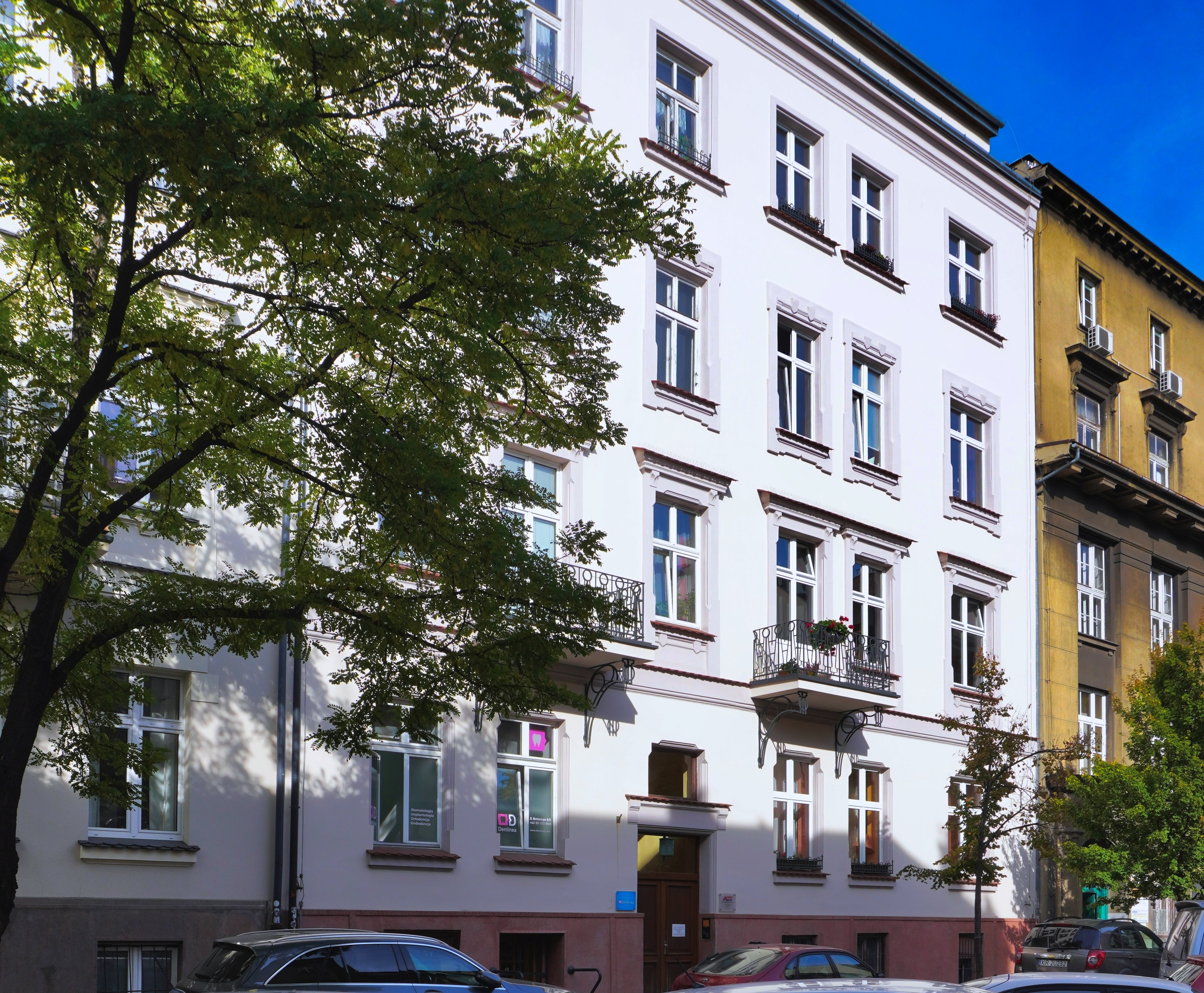
ul. Batorego 5 Kamienica (proj. Kazimierz Zieliński, 1905–1906)
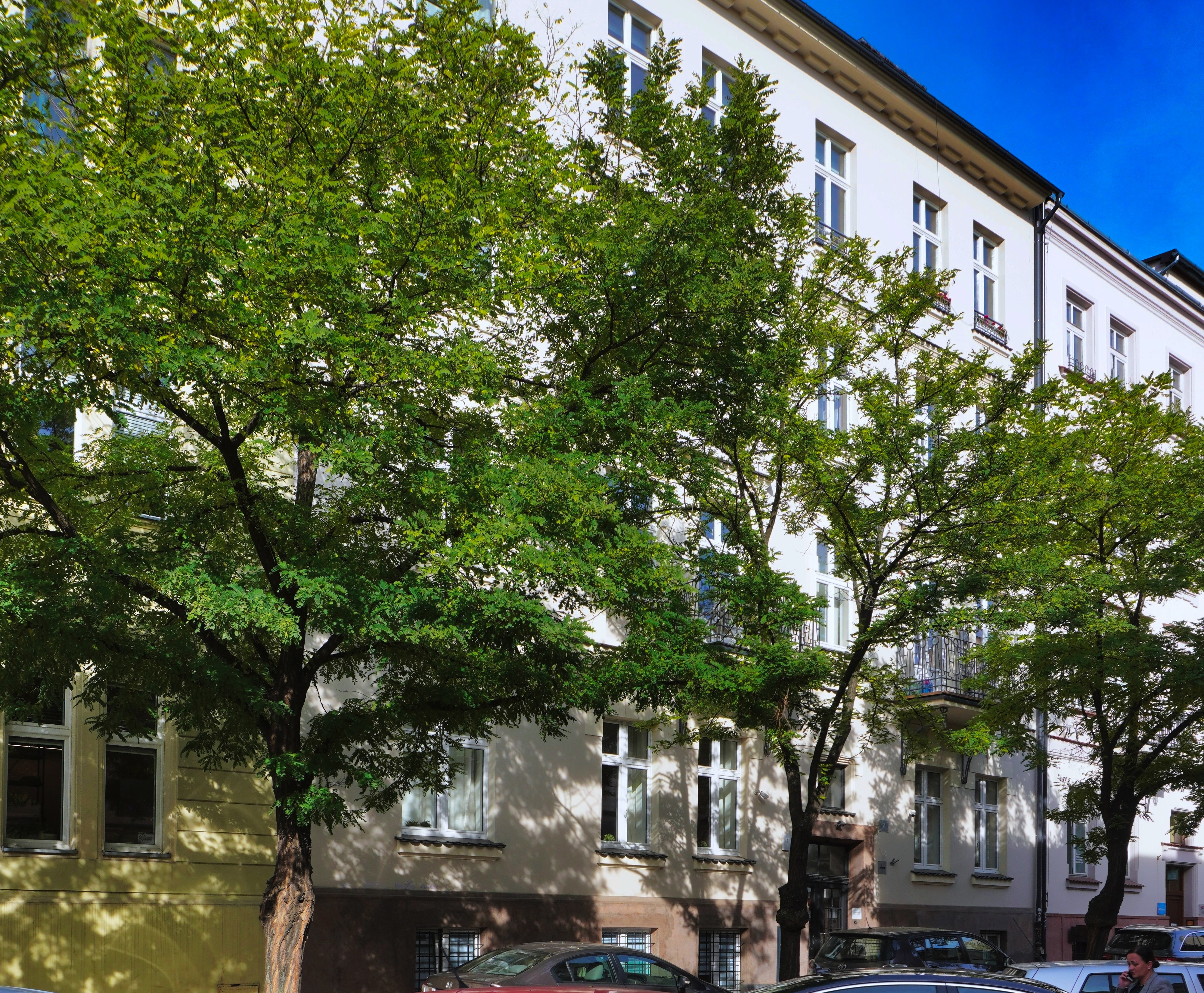
ul. Batorego 7 Kamienica (proj. Kazimierz Zieliński, 1906–1907)
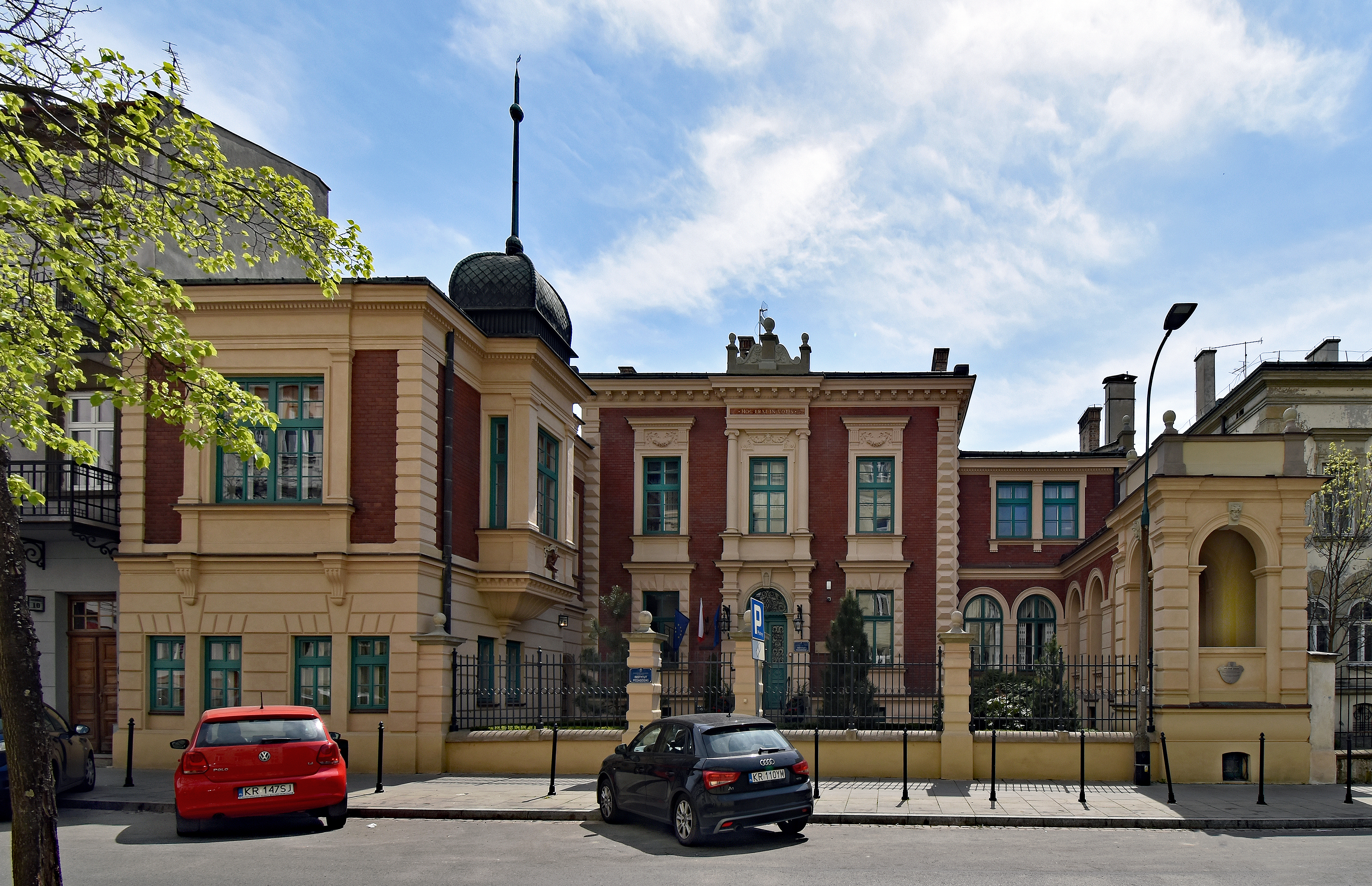
ul. Batorego 12 Collegium Sanockie UJ
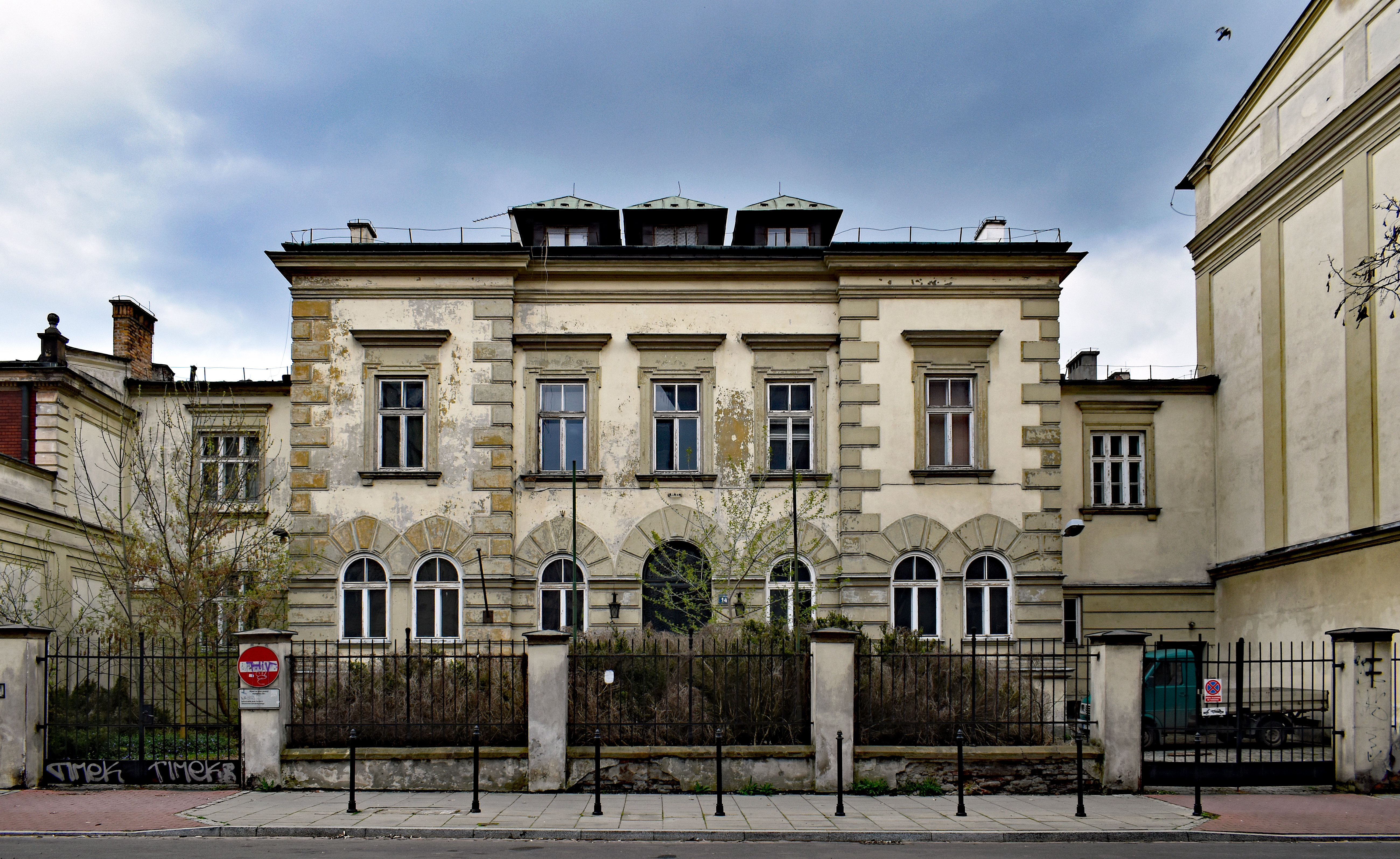
ul. Batorego 14 Willa, obecnie bank (proj. Tadeusz Stryjeński, 1884)
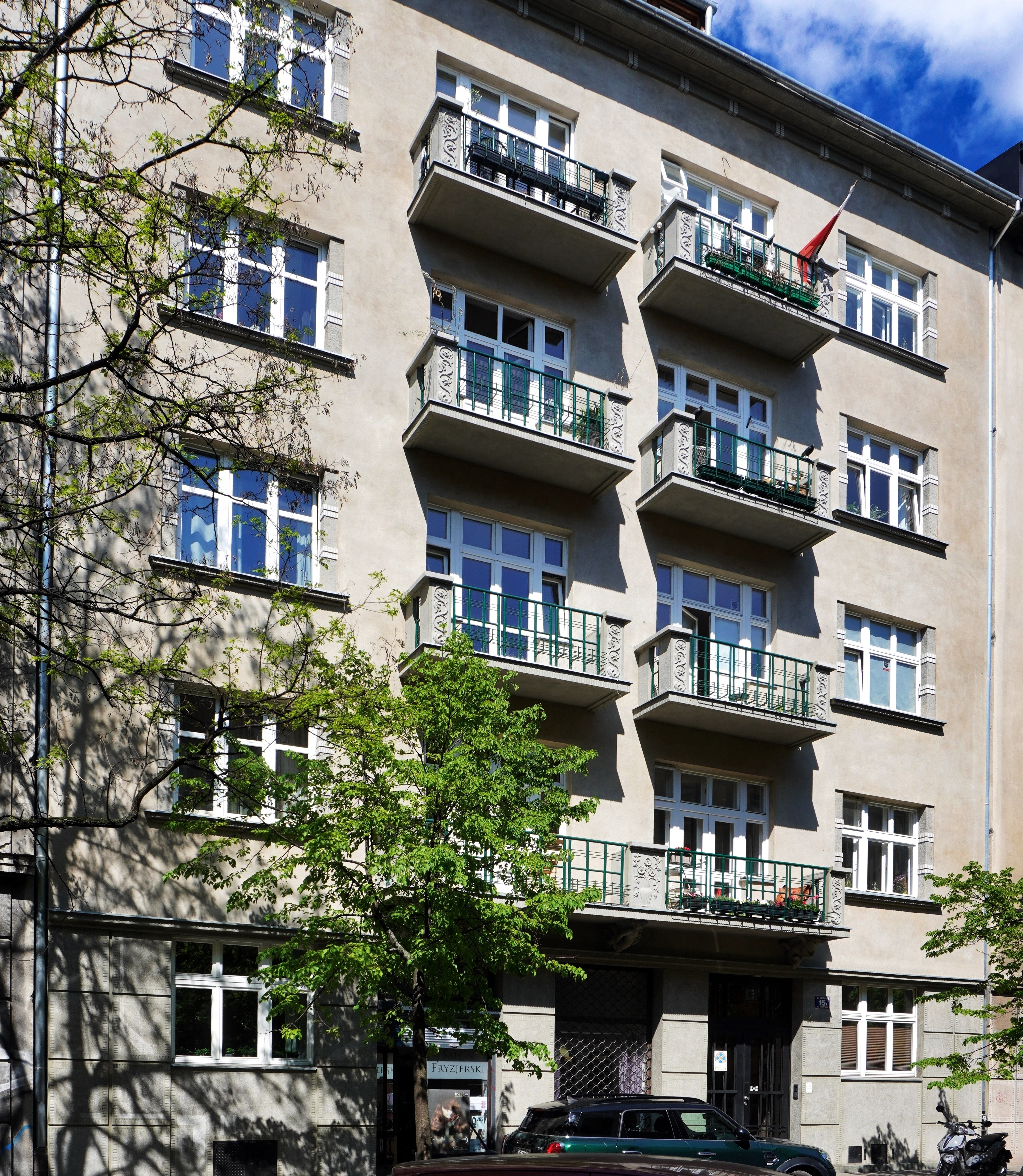
ul. Batorego 15a Modernistyczna kamienica
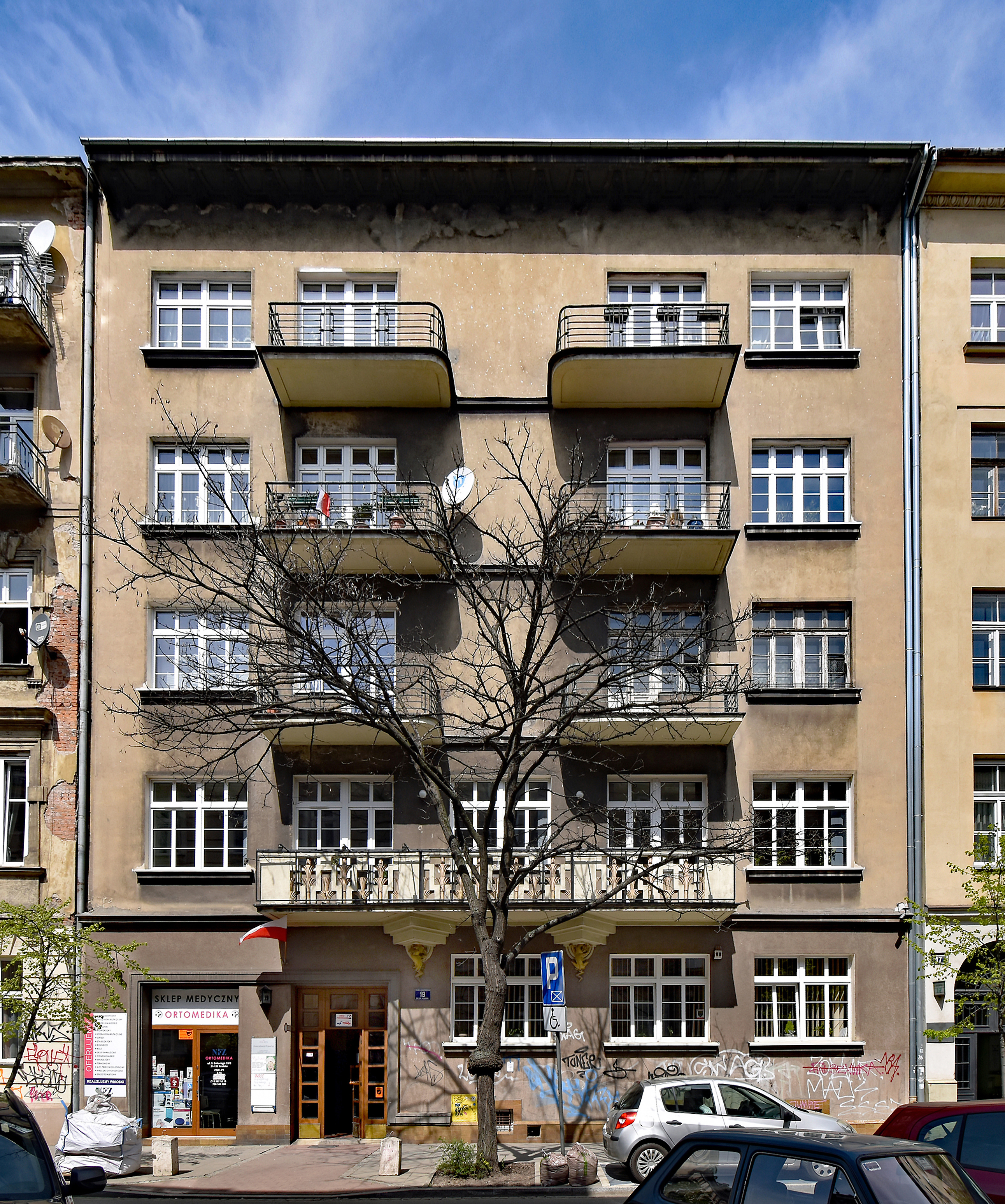
ul. Batorego 19 Modernistyczna kamienica (proj. Zbigniew Odrzywolski, 1930)

- ul. Batorego 3
Tablica upamiętniająca członków ruchu oporu, pracowników Ubezpieczalni Społecznej, pomordowanych w latach okupacji hitlerowskiej
- ul. Batorego 17
Tablica upamiętniająca adwokatów i aplikantów Izby Krakowskiej pomordowanych w latach okupacji hitlerowskiej